# 黄胸织布鸟
黄胸织布鸟（学名：Ploceus philippinus）也称黄胸织雀，为織布鸟科织布鸟属的鸟类。分布于巴基斯坦、印度、孟加拉国、缅甸、泰国、越南、马来半岛、印度尼西亚以及中国大陆的云南等地，主要栖息于在云南、见于海拔约1200m 以下的盆地或开阔的河谷地带以及活动于开阔的田野、园林庭院或濒水的草丛、灌丛等地。该物种的模式产地在斯里兰卡。

## 亚种
- 黄胸织布鸟云南亚种（学名：Ploceus philippinus burmanicus）。分布于印度、东至孟加拉国、尼泊尔、锡金、不丹、缅甸以及中国大陆的云南等地。该物种的模式产地在缅甸Akyah,阿拉干。[2]